# 女と男
女と男（おんなとおとこ）は、吉本興業大阪本部に所属する日本の男女お笑いコンビ。2017年7月からは、兵庫県神崎郡市川町のふるさとPR大使を務める。

## 略歴
2003年7月結成。組む以前の市川は「ひじき」、和田も「パンチライン」という女性コンビでそれぞれ活動していたが共に解散。市川が和田を誘う形でコンビ「男と女」を結成した。
結成して間もなく関西のお笑いインディーズライブ『キタイ花ん』で二度の優勝。2006年のM-1グランプリでは3回戦進出。また、NHK大阪放送局の『かんさい特集「笑わしたるねん〜お笑いスターへの遠き道のり〜」』にも登場している。2010年8月30日には、baseよしもとで初の単独ライブ「女と男ソロライブ〜和田カエラと市川公造〜」を開催した。
- 2008年2月より、笑福亭仁鶴のアドバイスでコンビ名を現在の「女と男」に変更[1]。さらに、2009年4月から和田が『子守康範 朝からてんコモリ!』（MBSラジオ）の「ラジオを聴きながら歩き部」（2011年3月まで月〜金曜日に放送、リスナーとのウォーキングと連動した生中継）のリポーターに起用されたのをきっかけに、関西での知名度が上がりつつある。
- 『ちちんぷいぷい』では2010年6月8日から、火曜日のロケコーナー「和田ちゃんのそんなん初めて知りました!!」にコンビでレギュラー出演（レポーターを和田、ナレーションを市川が担当）。他の企画に登場する機会も多く、2010年には生放送中の和太鼓演奏、2011年には第1回大阪マラソンでのフルマラソン完走を果たした（ゴールタイムは和田：5時間33分53秒、市川：5時間37分12秒）。市川が「ウルトラパン大作戦宣伝隊員」に抜擢された2012年にも、2人揃って京都マラソンを完走。市川が途中で足に痙攣を起こしたにも拘らず、2人とも大阪マラソンでのゴールタイムを大幅に更新した（和田：4時間53分30秒、市川：5時間5分20秒）
- 近年はコンビとしての活動に加えて、和田・市川がそれぞれピンで番組に出演する機会も増えている。ちなみに市川は「男と女」時代の2006年にR-1ぐらんぷりへ出場し、2回戦進出。
- 2013年2月にはコンビで淀川寛平マラソンを完走。ゴールタイムは和田：4時間45分24秒、市川5時間6分12秒で和田は自己ベストを更新した。以降も同大会をはじめ、篠山ABCマラソン大会（2017年の第37回大会など）に参加している。
- 2017年7月、兵庫県市川町からコンビでふるさとPR大使を委嘱された。2人とも同町の出身者でないにも拘らず、町名と同姓（市川）のメンバーがいる縁で委嘱に至った。

## 芸風
正司敏江・玲児（松竹芸能所属）を思わせる古風な上方系のどつき漫才。大柄な和田が（ネタで）小柄な市川の額を叩くシーンがよく見られる。

## メンバー
- 和田 美枝（わだ みえ、1982年6月7日（43歳） - ）ボケ担当、立ち位置は向かって左。愛称「和田ちゃん」。
  - 大阪府出身。
  - 2001年、四天王寺高等学校スポーツ・芸術コースを卒業[2]。1年後輩に小椋久美子がいる。
  - 高校時代からハンドボールの選手として活躍[2]。卒業後にNSCへの入学を希望していたが、実際には大阪を離れて日本ハンドボールリーグの名門チームであった日立栃木のハンドボール部でプレーを続けた[3]。しかし廃部を機に大阪へ帰郷、一時期アクセサリーを作る仕事に就いていた。後に市川と知り合ったことがNSC入学とコンビ結成に繋がった。
  - 舞台では着物姿で、髪型は金髪でマッシュルームカット。髪形は本人曰く木村カエラを意識しており、カエラ本人にも「吉本の木村カエラ」と公認されているという。
  - FUNKY MONKEY BABY'Sの大ファン（特にDJケミカルのファン）[4]。
  - （食べ物としてではなく）生物としてのクラゲが好き。
  - 鳥のから揚げが大好き。
  - 絵が上手い。
  - 趣味は映画鑑賞で、試写会によく行く。
  - 恋愛話が苦手。
  - 長らく実母や6歳上の姉と同居していた大阪市内の実家は、第2次世界大戦以前に建てられた長屋の一部である。ただしかなり手狭な上に室内が物で溢れかえっているため、和田の居住中には関西ローカルのバラエティ番組（『女性ホルモン分泌バラエティー 全力☆が〜る』や『ごきげん!ブランニュ』など）の「お宅訪問企画」で度々取材される。2012年に和田がワンルームマンションの一室へ引っ越した際には、断捨離に沿って大量の私物を処分する企画や引っ越し先の様子が『ごきげん!ブランニュ』で放送された[5]。
  - 『ちちんぷいぷい』の「和田ちゃんのそんなん初めて知りました!!」でスタジオに出演する場合には、大平サブロー（2011年10月まで火曜、以降は水曜レギュラー）からのアドバイスで、挨拶代わりに「もういいかい? わ〜だだよ!」というギャグを必ず披露している。

以下はいずれも『子守康範 朝からてんコモリ!』の「ラジオを聴きながら歩き部」にまつわるエピソード。同コーナーの中継では、地理や漢字に明るくない和田に向けて、メインパーソナリティの子守康範（毎日放送出身のフリーアナウンサー）がスタジオからたびたび助け船を出していた。
- ウォーキング中にセミが和田の指に止まった。
- 囲碁サロンの看板を見て「囲碁をやりながら散髪するところ」だと思っていた。
- リスナーからの差し入れを戴きすぎて腰痛になった。
- 女子トイレと男子トイレを間違えて入ってしまった。
- 父親は歯が2本しかない。
- 相方・市川の実家に米25kgを担いで持って行こうとしたが、地下鉄平野駅にて倒れ掛かっているのを市川の実父に発見された。
- ロケは走るスタートである。
- 常にティッシュを持っている。
- 服のサイズが駒場孝（ミルクボーイ）と一緒。

- 市川 義一（いちかわ よしかず、1980年9月26日（44歳） -）ツッコミ・ネタ作り担当、立ち位置は向かって右。愛称「市川くん」または「イチ」。相方・和田からは昔からの呼称「アゴさん」と呼ばれることもある。
  - 眼鏡を着用することが多く、痩せ型の風貌。ヤマダ電機の従業員や井上公造のものまねを頻繁に演じる。番組によっては井上本人と共演したり、「井上 小公造（いのうえ ここうぞう）」を名乗ったりする。
  - 三重県南牟婁郡御浜町阿田和生まれ、大阪府大阪市平野区出身。
  - 大阪府立東住吉高等学校普通科卒業[8]。コカドケンタロウ（ロッチ）、宇都宮まき、ヤマゲン（ネコニスズ）、野村尚平（令和喜多みな実）は高校の先輩・後輩の関係にあたる。
  - 龍谷大学経済学部卒業[9]、2015年10月1日より同大学院政策学研究科に進学[10]。
  - 和田と組む以前、コンビ「ひじき」として活動していた。ちなみに当時の相方は解散後、芸能界から兵庫県警察の警察官に転身。現在巡査長として勤務している警察署では防犯啓発活動の一環で、上司の課長とコンビ「部長課長」を組み地元のイベントなどで「防犯漫才」を披露している。
  - デビュー直後からの広末涼子の大ファンで、ファンクラブにも発足直後から所属していた。
  - 毎年、西宮神社の福男選びに参加している[11]。
  - 2011年8月、一般女性との結婚を発表[12]。妻が35年のローンを組んでマンションを購入した（2014年4月4日放送の関西テレビ『真夜中市場〜ハイヒールの眠れない夜〜』での発言）。
  - 2012年には、『ちちんぷいぷい』（MBSテレビ）と山崎製パンによるコラボレーション企画「ウルトラパン大作戦」で、くっすん（楠雄二朗）・酒井藍と共に「ウルトラパン大作戦宣伝隊員」へ起用された。
    - 「ヤマヒロの京都・里山ぐらし」（月 - 木曜日総合司会・山本浩之との共演で火曜日の16時台に放送するロケ企画）へレギュラーへ出演していた2018年3月には、前川清と金山泉（毎日放送アナウンサー）が「駅前シャッターチャンス」（水曜日17時台に放送のロケ企画）のロケ中に市川の実家を偶然訪問。居合わせた実父の前で、前川が市川と電話でやり取りする模様の映像が、2018年3月28日（水曜日）放送分の同コーナーで流れた[13]。

  - 「テレビに出たい」という一心と、月亭八光からの勧めで若手時代から民間資格の取得に挑戦。2020年4月時点でファイナンシャルプランナーをはじめ、42もの資格を取得している。さらに今後の目標として、合格率が5%前後と難関の国家資格である気象予報士の取得を目指すことを公言している[14]。
  - トイレは扉を開けてからする（さみしい・怖いという理由から）。
  - 幼児体型なのでダイエットがしたいらしい。
  - 耳かきが好きで集めている。
  - Tシャツは襟元が破れるまで着る。
  - 変な逆語を使う（バッチグー⇔グーバッチ）。
  - サウナに弱い。その後のぼせて機嫌が悪くなる。
  - めがね集めが好き。
  - 髪の毛をよく切る。
  - 酒に弱く、カシス・オレンジ1杯が限界量。
  - ネタ合わせの際、手書きのネタを持っていくと和田に「読まれへん」と一蹴されるほど字が汚い。
  - 『子守康範 朝からてんコモリ』以降、和田単独の仕事が増えたことから、後輩のミルクボーイと共に「市川ラジオ」というネットラジオの収録・配信に乗り出している。
  - 『ちちんぷいぷい』の企画で大阪マラソンへの挑戦を始めたのを機に、右手を額の上に乗せてから、右手の親指と人差し指をピストルに見立てて「（マラソンにちなんで）ラン!」と短く叫ぶギャグを披露。「ウルトラパン大作戦」で「ラン!」を「パン!」に変えたところ、同番組のロケにおいて、視聴者（特に子供）が市川の前でこのギャグを演じるシーンが見られるようになった。
  - 嫁が大好きで、ピアスを買って帰ったら怪しまれた。
  - 雨男。
  - お風呂に入る前に腕立て伏せをするのが日課。
  - 旅行運が無く、広島旅行へ行った際にマラソンの交通規制に引っかかったりした。
  - 結婚式での誓いの言葉で子供が号泣し、何も聞こえなくなった。
  - 寒がり。サイヤ人の戦闘服のような肩だけを温めるダウンを着ている。
  - 給料は約65万円（2017年12月現在）。
  - ゴマすりが得意（しかし1ペコ1万円程度の謝礼が必要と言われている）。
  - 実母は種子島出身。
  - 『千原ジュニアの座王』にて敗北を重ねた結果負け残りのスピンオフ企画「土下座王」において最下位の土下座王となり、2021年から座王に限り「女と土下男」の「土下男」に改名させられていた。

## 賞レースでの戦績

### M-1グランプリ
| 年度   | 成績      | 会場                       | 日時           | 備考           |
| ------ | --------- | -------------------------- | -------------- | -------------- |
| 2003年 | 2回戦進出 | NGKスタジオ                | 2003年11月2日  | 「男と女」名義 |
| 2004年 | 2回戦進出 | NGKスタジオ                | 2004年10月23日 | 「男と女」名義 |
| 2005年 | 2回戦進出 | NGKスタジオ                | 2005年11月12日 | 「男と女」名義 |
| 2006年 | 3回戦進出 | ABCホール                  | 2006年11月19日 | 「男と女」名義 |
| 2007年 | 3回戦進出 | ABCホール                  | 2007年11月18日 | 「男と女」名義 |
| 2008年 | 3回戦進出 | 大阪厚生年金会館芸術ホール | 2008年11月30日 |                |
| 2009年 | 3回戦進出 | 京橋花月                   | 2009年11月29日 |                |
| 2010年 | 3回戦進出 | 京橋花月                   | 2010年11月20日 |                |
| 2015年 | 3回戦進出 | よしもと祇園花月           | 2015年10月28日 |                |
| 2016年 | 3回戦進出 | よしもと漫才劇場           | 2016年10月18日 |                |
| 2017年 | 3回戦進出 | よしもと祇園花月           | 2017年10月26日 |                |
| 2018年 | 3回戦進出 | よしもと漫才劇場           | 2018年10月23日 | ラストイヤー   |

## 受賞歴
- 2005年 第5回新人お笑い尼崎大賞奨励賞
- 2005年 ワッハ上方アマチュア演芸コンクール審査員特別賞
- 2008年 第38回NHK上方漫才コンテスト決勝進出
- 2009年 第44回上方漫才大賞新人賞候補ノミネート
- 2013年 第11回MBS漫才アワード決勝トーナメント進出

## 出演番組

### テレビ
現在の出演番組
- ごきげんライフスタイル よ〜いドン!（関西テレビ）月曜アシスタント→コーナーレギュラー
- おはよう朝日土曜日です。（ABCテレビ）- 市川のみリポーター
- ときめきのはじめちゃん〜はじめのだいいっぽ〜（eo光チャンネル、2024年10月 - ）[24]
- わかラ部（テレビ和歌山、2025年4月4日 - ）[25]

過去の出演番組
- 麒麟の部屋（MBSテレビ）
- よしもとサンサンTV（サンテレビ）
- マヨブラ流（読売テレビ）
- 上方演芸ホール（NHK大阪）
- 初笑い浪花の陣I 新春!オールよしもと 初笑いスペシャル〜漫才ヒットパレード&開運!ふんどしコメディ〜2009 （ABCテレビ）前説担当
- ジャイケルマクソン（MBSテレビ）2009年10月から番組終了の2010年12月まで前説を担当
- どっキング48（関西テレビ）
  - コンビでの出演もあれば、どちらかがピンで出演する場合もある。
- プライスダウン!どんだけ（ジェイコムウエスト、2007年10月 - 2013年6月）
- ひるカフェ（サンテレビ）
- 大阪発しゃべるランチタイム なにしよ!?（テレビ大阪） - 月曜レギュラー
- NMBとまなぶくん（関西テレビ）
- 雨上がりのナニモン!?（関西テレビ）
- ちちんぷいぷい（MBSテレビ）
  - 市川は前述したように、単独で特別企画へ随時登場。2016年7月からは「ヤマヒロの京都・美山里山ぐらし」（和田が出演する火曜日に月1 - 2回放送されるロケ企画）で、山本浩之（月 - 木曜メインパーソナリティ）と共に現地でのモバイルハウス建設や農作業などに携わっていた。
  - 和田は2010年6月8日から2017年9月26日まで、火曜日のロケコーナー「和田ちゃんのそんなん初めて知りました!!」にレギュラー出演。市川が第3回からナレーターを務めていた。
  - 単独での出演に加えて、コンビで揃って登場することもあった。
    - 2010年1月6日に、コンビで「すみびぃき団」のコーナーに出演。和田が進行役の西靖（MBSアナウンサー）の額を平手打ちした。
    - 2010年9月1日の「外国人軍団 京都でWa太鼓!」メンバー。
    - 2011年「大阪マラソンへの道」メンバー。
    - 2012年「京都マラソンへの道」メンバー。
    - 木曜日に放送の「昔の人は偉かった」で、河田直也（MBSアナウンサー）とともにレギュラーで登場するくっすん（楠雄二朗）の代役としてロケに出演したこともある（2010年2月23日放送分）。
- ロケみつ〜ロケ×ロケ×ロケ〜 密室謎解24ブログ旅、香り松茸味しめじ 力合わせてキノコ採り トリオでマリオブログ旅（毎日放送）- 和田のみ出演
- ごきげん!ブランニュ（ABCテレビ、2009年5月19日放送分など複数回に出演）- 和田のみ
- 情報スタジアム 4時!キャッチ（サンテレビ）市川が火曜日レポーター、和田が木曜レギュラー
- ウチのガヤがすみません!（日本テレビ）市川のみ不定期出演[26]
- バラエティー生活笑百科（NHK総合、NHK大阪放送局の制作で全国に放送）- 不定期出演。
- NEWS×情報 キャッチ+水曜日（サンテレビ、2021年4月7日 - 2022年3月）-「部活中継」リポーター
- きらきん!（KBS京都、2021年4月 - 2025年3月）- リポーター

### ラジオ
- 子守康範 朝からてんコモリ!（MBSラジオ、和田が休演の場合には市川が代理で出演）
2009年4月から2年間は、「ラジオ聴きながら歩き部」の部長として、月〜金曜日の生中継に出演。2011年4月から2013年3月までは、木曜日のスタジオレギュラーを務めた。
- 加藤ヒロユキ週末のソムリエ（MBSラジオ、2009年11月21日 - 2011年3月）- 市川のみ
- 情報どっか〜んライブ!ホームランラジオ水曜日（2011年度のナイターオフ番組）- 市川のみ
- ハンドレッドレディオ第2部「女と男のクール番長」（MBSラジオ、2012年4月に月替わり企画として放送）
- 女と男と木村のシャバダバ元気!!（KBS京都ラジオ、2015年4月 - 2021年3月）
- OBCグッドアフタヌーン!ラジぐぅ火曜日（ラジオ大阪、2021年3月30日 - ）- 和田のみパーソナリティ
- Monday! SPORTS - JAM（ABCラジオ）
  - 2016年9月放送分から、和田がパーソナリティとして先行出演。2018年1月1日放送分から、市川もパーソナリティに加わった。

#### 配信番組
- 罵倒村（2025年5月13日、Netflix）- 市川のみ[27]

## 交友関係
- 市川はミルクボーイを非常に可愛がっており、家族ぐるみの付き合いもある。前述の「市川ラジオ」を始める際にも、市川がミルクボーイへ直々に声を掛けた。